# ほくりくアイドル部

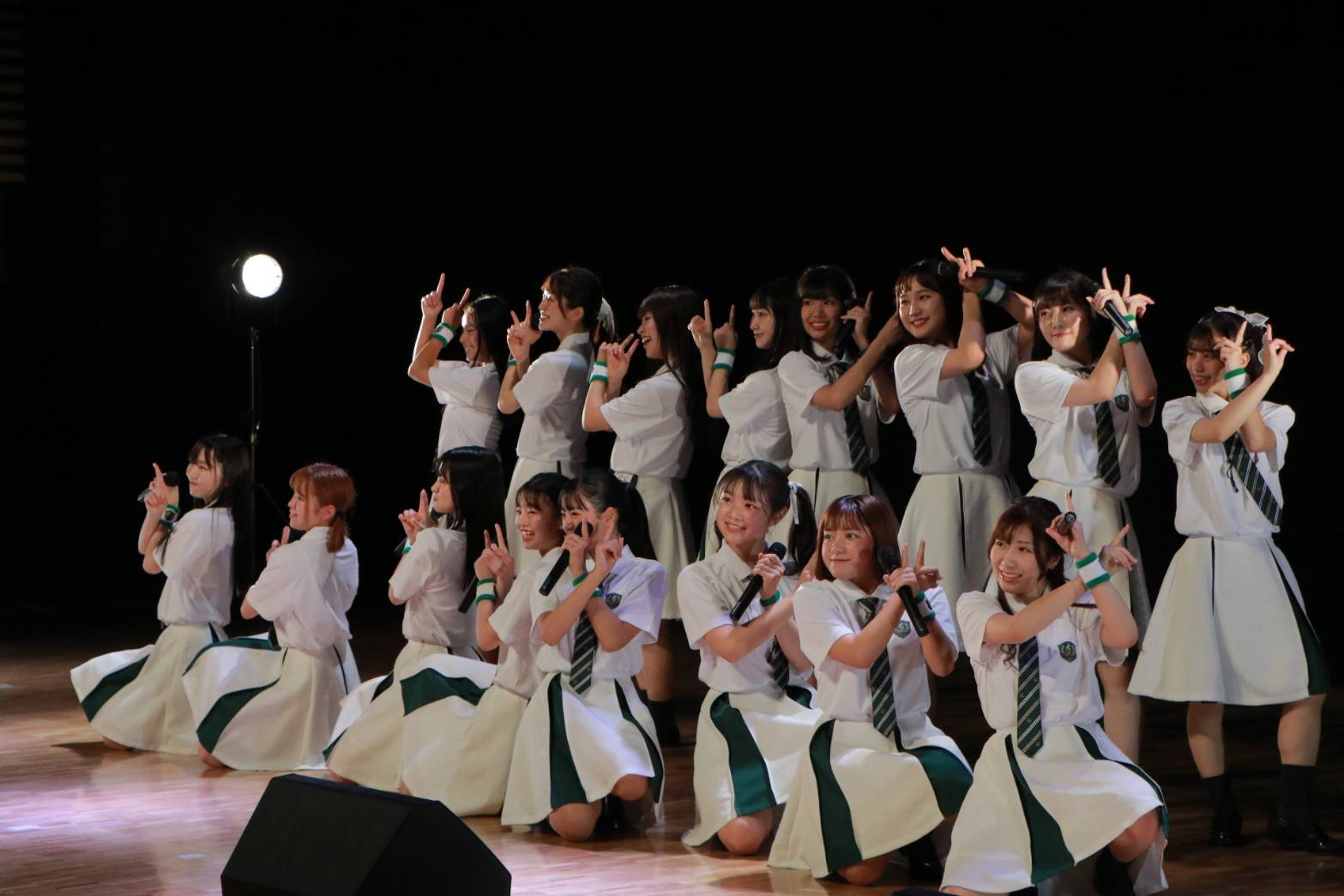
ほくりくアイドル部・福井定期公演（2021年撮影）

ほくりくアイドル部（ほくりくアイドルぶ）は、北陸を拠点に活動するローカルアイドルグループ。コンセプトは「地域みんなで育てるアイドル・アーティスト」。キャッチコピーは「北陸を“音楽”で元気に！」。所属芸能事務所はアンサー・エンタテインメント。総合プロデューサーはSeattle Standard Caféのボーカリスト・中新賢人。分校に「チーム富山校」「チーム福井校」がある。
グループ結成3周年を記念し、2020年1月26日に金沢市文化ホールにて開催された単独公演では1,033名の動員を記録。
2022年4月24日、結成５周年記念公演「ほくりくアイドル部 5周年記念感謝祭」では、石川県下最大のコンサートホール金沢歌劇座を単独でソールドアウトさせた。
2024年3月2日、結成７周年記念単独公演「ほくりくアイドル部 ７周年記念感謝祭」を石川県立音楽堂コンサートホールにて開催。全席ソールドアウト。
現在、ご当地アイドルタイアップ＆肩書きランキングは全国で第3位。
アンダーグループとして、平均年齢10.1歳の11人組ガールズユニット石川元気応援隊 ジャンピンも活動中。

## 経歴
ほくりくアイドル部とは、アンサー株式会社「アンサー・エンタテインメント」（主催）と、金沢市で楽器屋、スタジオ、ライヴハウスを経営する「van van」（協力）による、全国の舞台でも通用する「北陸発信のスター」を見出し育成する一大プロジェクトの総称。グループは2016年6月12日にデビュー。
もともとは、総合プロデューサーのSeattle Standard Café・ボーカル 中新賢人が金沢の老舗ライブハウス「vanvan V4」で働いていた頃に、当時社長であった若狭剛の影響を受けたことが発端。若狭はB'zを始めとする内外のミュージシャンと親交が厚く、金沢出身の中田ヤスタカら地元の若手の東京への売り込みに尽力を惜しまず「金沢のミュージシャンの父」と呼ばれた。2012年、そんな恩師にあたる若狭から「俺は、これから絶対にくる！女子アイドルグループをやるんやー」と告げられる。しかし翌年、若狭は他界。
中新はずっと恩師の思いを持ったまま、2015年の北陸新幹線開通ブームによりステージ出演や仕事量が増え充実した毎日を送っていた。そんななか漠然と「バンド活動の経験を活かして、次の世代に伝えていけることはないか」今の高需要な活動を北陸のクリエイター達や、若狭が話していた地元アイドルグループに振り分けできないかと考えて一念発起する。尊敬するユニクロ社長の柳井正が口にする「グローバル（Global）is グローカル（Glocal）」を目指し、ほくりくアイドル部発足の構想を進めた。
2016年、満を持してアイドルグループ結成に着手した中新はオーディションで17人を合格させる。「地産地消ならぬ地産地聴」をしてもらおうと地元出身のアイドル、北陸に縁のある現役のクリエイターにこだわった。ゆくゆくは「グループはもちろん制作から演出全てを北陸人でつくる」北陸エンタメシーン向上を目指すため「120%北陸産の“音楽”」を全国へ発信する。「音楽 ~Music~」「応援 ~Yell~」「成長 ~Grow (up)~」をテーマに、地域の行事やライブイベント等に積極的に参加し、地元に愛されるグループを目指す。
2019年、日本ご当地アイドル活性協会が選ぶ『2019年下半期アイドルセレクト10』に初選出された。2020年、金沢市文化ホールにて結成３周年記念ワンマンライブを開催。公演1ヶ月前にチケットソールドアウト、急遽立見席も用意して動員1,033名を記録。
2020年7月、『2020年上半期アイドルセレクト10』に2期連続選出される。同年8月、ミス・ワールド2020日本大会ファイナリストが発表、松井祐香里が選出。同年12月、『2020年ご当地アイドル肩書きランキングBEST20』で第5位に選ばれる。『2020年下半期アイドルセレクト10』に3期連続選出される。
2021年7月、『2021年上半期アイドルセレクト10』に4期連続選出される。
2021年12月17日、『2021年下半期アイドルセレクト10』に5期連続選出される。
2022年4月24日、結成5周年記念単独公演「ほくりくアイドル部 5周年記念感謝祭」を開催。石川県下最大のコンサートホール金沢歌劇座をソールドアウトさせる。
2022年7月1日、『2022年上半期アイドルセレクト10』に6期連続選出される。
2022年9月17日、石川県より「北陸新幹線いしかわ全線開業PRサポーター」に任命される。
2022年9月22日、農林水産省より「石川県からニッポンフードシフトサポーター」に任命される。
2022年12月23日、『2022年下半期アイドルセレクト10』に7期連続選出される。
2024年4月、6月に開催されるクロちゃん主催の大型フェス「クロフェス2024 ～5周年だよ！全員集合！だしん！～」にて石川県代表として選出が発表。12月25日、「チーム富山校」「チーム福井校」が『2024年下半期アイドルセレクト10』に初選出される。

## イメージキャラクター
- 金沢マラソン公式応援リーダー[18]
- 北陸ラーメン博公式応援アイドル[19]
- Jリーグ・ツエーゲン金沢公式マスコットガール「ツエーゲンガール」[20]
- 石川県・いしかわ就職応援ガール[21]
- 17NSJ日本スカウトジャンボリー公式サポーター[22]
- VリーグPFUブルーキャッツ「BlueCats チアチーム」[23]
- プロ野球石川ミリオンスターズ球団公式応援グループ「M'sガール」[24]
- 北陸地方ファミリーマートアンバサダー[25]
- かなざわ5時間リレーマラソン公式応援アイドル[26]
- 北國新聞社・北國こども新聞「ほくりくタンケン部」[27]
- ミラージュランド広報大使[28]
- 「若い力」プロジェクト公式PRガール[29]
- 石川県「いしかわ観光特使」 - 松井祐香里
- 白山一里野温泉スキー場１日パトロール隊長[30]
- ファミリーマート福井応援隊[31]
- 株式会社ヤクルト「あなたの心に届けたい♡ Yakult1000北陸プロジェクト』PRガール
- 丸井織物株式会社「Up-T公式応援ガール」
- 金澤やまぎし養蜂場「はちみつガール」
- 金沢青年会議所(JCI金沢)「KANAZAWA MIRAI SUMMIT 2021」公式アンバサダー
- 北陸電気保安協会「電気使用安全月間PR特使」 - 松井祐香里
- キリンビバレッジ株式会社「北陸の子どもたちを応援！キリンレモンを飲んでベルマークを集めよう！」キャンペーンガール
- 石川県建設クラブ『石川県安全年間』応援パートナー・モデル - 松井祐香里
- 北菱電興株式会社「ほくりくいちごアイドル部」
- 「GO&FUN」キャンペーンガール[32]
- 「CareeTern」アンバサダー
- 財務省「個人向け国債キャンペーン」石川アンバサダー
- 白山市「恋人の聖地 ご縁をくくるHAKUSAN 応援ガール」
- HAB北陸朝日放送5chポイントキャンペーン「d-pushキャンペーンガール」
- 福井県JAグループ朝ごはんキャンペーン2022「レッツ！エンジョイ！朝ごはん」キャンペーンガール
- 石川県「北陸新幹線いしかわ全線開業ＰＲサポーター」
- 金沢市「公共交通利用促進PR大使」
- 農林水産省「石川県からニッポンフードシフトサポーター」
- 「いしかわ演芸文化祭」公式アンバサダー
- スポーツとみどりdeハッピーフェスタ公式ローズガール
- JCI金沢広報アンバサダー
- カターレ富山公式応援ガール
- 白山市「白山市観光特使」 - 山崎真央、荒井那奈
- 金沢南総合運動公園バラ園「公式ローズガール」
- WELL-BEING FESTIVAL広報大使
- 金沢青年会議所(金沢JC)広報アンバサダー
- 小松市「こまつプリン親善大使」
- キリンビバレッジ北陸PR大使[33]

## メンバー
※石川県内出身者で出身市町を公表しているメンバーは「出身地」の県名を省略
| 部員ナンバー | 名前                        | 愛称       | 生年月日               | 血液型 | 出身地       | 趣味・特技・キャラクター                                                       | 備考                                                                                               |
| ------------ | --------------------------- | ---------- | ---------------------- | ------ | ------------ | ------------------------------------------------------------------------------ | -------------------------------------------------------------------------------------------------- |
| 4番          | 松井 祐香里 まつい ゆかり   | ゆかり姫   | 1996年6月13日（28歳）  | A型    | 金沢市       | エステ、アイドルのライブに行く、動画編集、デザイン                             | 1期生（1次）、キャプテン かがやきメンバー（2019年度 - ） ミス・ワールド2020 日本大会ファイナリスト |
| 5番          | 有松 来未 ありまつ くるみ   | くるみ     | 2002年1月11日（23歳）  | O型    | 金沢市       | 歌、モノマネ、アコースティックギター、剣道、競歩                               | 1期生（1次）、副キャプテン                                                                         |
| 11番         | 奥村 星香 おくむら せいか   | せいちゃん | 1998年2月7日（27歳）   | O型    | 内灘町       | プチプラコスメ集め、すめし(飼い亀の名前)の水槽掃除                             | 1期生（2次） かがやきメンバー（2019年度 - ）                                                       |
| 19番         | 辰巳 未来春 たつみ みくる   | みく       | 2000年3月4日（25歳）   | B型    | 金沢市       | 元水泳部の泳ぎ、食べ物の好き嫌いがない、ドライブ、ショッピング                 | 2期生、2018年1月17日加入                                                                           |
| 23番         | 山崎 真央 やまざき まお     | まおにゃん | 2005年3月18日（19歳）  | O型    | 白山市       | アイドル鑑賞、ダンス                                                           | 3期生、2019年4月12日加入 かがやきメンバー（2022年度 - ）                                           |
| 27番         | 荒井 那奈 あらい なな       | なな       | 2006年3月23日（18歳）  | A型    | 白山市       | パワースポット巡り、御朱印集め                                                 | 3期生、2019年5月29日加入 かがやきメンバー（2023年度 - ）                                           |
| 28番         | 土井 颯愛 どい そあ         | そあ       | 2006年11月15日（18歳） | A型    | 七尾市       | 切り絵、マフラー(棒編み)                                                       | 4期生、2020年1月26日加入 （金沢市文化ホールのステージにて） かがやきメンバー（2023年度 - ）        |
| 32番         | 加藤 千夏 かとう ちなつ     | ちなっぺ   | 2007年7月28日（17歳）  | O型    | 小松市       | お菓子、いたずら                                                               | 4期生、2020年7月26日加入 かがやきメンバー（2022年度 - ）                                           |
| 34番         | 南 葵 みなみ あおい         | あお       | 2002年12月10日（22歳） | A型    | 金沢市       | 兼六園の観光ガイド                                                             | 5期生、2021年1月24日加入                                                                           |
| 35番         | 塚崎 真結 つかさき まゆ     | つかさき   | 2007年9月17日（17歳）  | O型    | 金沢市       | 歌、裏山遊び                                                                   | 6期生、2022年3月27日加入                                                                           |
| 36番         | 羽生田 結月 はにうだ ゆづき | ゆづき     | 2008年4月21日（16歳）  | B型    | 福井県福井市 | 動物好き、ホワイトタイガーを飼うのが夢                                         | 6期生、2022年3月27日加入 2025年3月23日卒業                                                         |
| 37番         | 林 風奈 はやし ふうな       | ふうな     | 2008年3月5日（17歳）   | A型    | 福井県敦賀市 | 敦賀が産んだキラキラスマイル、ダンス                                           | 6期生、2022年3月27日加入                                                                           |
| 39番         | 來栖 空 くるす そら         | そら       | 2009年8月8日（15歳）   | O型    | 富山県高岡市 | 甘えんぼうのSweetie Girl お菓子作りとアニメと漫画鑑賞                          | 6期生、2022年4月24日加入 （金沢歌劇座のステージにて）                                              |
| 40番         | 牛坂 友彩 うしさか ゆい     | ゆい       | 2010年7月21日（14歳）  | B型    | 金沢市       | ゆいの笑顔はみんなの笑顔 ひまわりみたいなきらきら笑顔に                        | 7期生、2023年4月23日加入 2025年3月23日卒業                                                         |
| 41番         | 佐古 真莉亜 さこ まりあ     | まりあんぬ | 2006年1月16日（19歳）  | O型    | 福井県福井市 | あなたの幸せデザインします 福井県出身の服飾女子                                | 7期生、2023年4月23日加入                                                                           |
| 42番         | 山中 彩也乃 やまなか さやの | さやのん   | 2006年4月21日（18歳）  | O型    | 福井県鯖江市 | 夢はブロードウェイ 鯖江から世界へ                                              | 7期生、2023年4月23日加入 2025年3月23日卒業                                                         |
| 43番         | 吉池 千晴 よしいけ ちはる   | ちはる     | 2005年4月2日（19歳）   | B型    | 富山県富山市 | 今日も天晴れ！あなたの太陽になりたいがやちゃ 富山校のサンシャインガール        | 7期生、2023年4月23日加入                                                                           |
| 44番         | 西村 萌花 にしむら もえか   | もえぴ     | 2010年4月27日（14歳）  | O型    | 金沢市       | 萌えの魔法をかけちゃうよ もえもえぴーぴっ！                                    | 7期生、2023年5月14日加入 （元ジャンピン） かがやきメンバー（2024年度 - ）                          |
| 46番         | 羽場 朱里 はば あかり       | はばちゃん | 2002年11月20日（22歳） | O型    | 金沢市       | 不撓不屈のバレリーナ スプリッツア プリマドンナ目指します                       | 8期生 2024年4月28日加入                                                                            |
| 47番         | 澤田 萌南 さわだ もな       | もにゃ     | 2009年9月9日（15歳）   | B型    | 富山県砺波市 | 咲いた〜咲いた〜 チューリップの“もな”が〜♪ 砺波市出身のフラワーガール          | 8期生 2024年4月28日加入                                                                            |
| 48番         | 渡辺 萌叶 わたなべ もか     | もか       | 2010年7月8日（14歳）   | O型    | 福井県福井市 | 越前海岸が生んだ リトルマーメイド                                              | 8期生 2024年4月28日加入                                                                            |
| 49番         | 中宮 果杏 なかみや かな     | かなぴょん | 2011年9月29日（13歳）  | A型    | 野々市市     | にんじんが大好きな野々市うさぎ 背は高いけど妹キャラ ほくりくアイドル部の最年少 | 8期生 2024年12月22日加入 元ジャンピン                                                              |

旧メンバー
| 部員ナンバー | 名前                        | 生年月日               | 血液型 | 出身地         | 備考 |
| ------------ | --------------------------- | ---------------------- | ------ | -------------- | --- |
| 8番          | 松澤 裕加 まつざわ ゆうか   | 1996年9月5日（28歳）   |        | 福井県あわら市 | 1期生（2次）、2017年10月22日卒業                                                                               |
| 15番         | 至極 雛子 しごく ひなこ     | 1999年5月15日（25歳）  | AB型   | 野々市市       | 1期生（3次）、2017年12月24日卒業                                                                               |
| 2番          | 堺 侑奈 さかい ゆな         | 2002年1月30日（23歳）  | A型    | 石川県         | 1期生（1次）、2018年1月30日卒業                                                                                |
| 3番          | 川根 麻里亜 かわね まりあ   | 1995年9月6日（29歳）   | AB型   | 加賀市         | 1期生（1次）、2018年3月25日卒業                                                                                |
| 13番         | 藤澤 実咲 ふじさわ みさき   | 1995年10月24日（29歳） | O型    | 秋田県秋田市   | 1期生（3次）、2018年3月25日卒業                                                                                |
| 6番          | 太田 姫子 おおた ひめこ     | 2002年9月24日（22歳）  | A型    | 小松市         | 1期生（2次）、2018年11月25日卒業                                                                               |
| 20番         | 下村 かおり しもむら かおり | 1993年5月8日（31歳）   | A型    | 富山県射水市   | 2期生、2018年2月12日加入、2018年11月25日卒業                                                                   |
| 10番         | 山口 まなみ やまぐち まなみ | 2001年9月5日（23歳）   | B型    | 小松市         | 1期生（2次）、2018年12月23日卒業                                                                               |
| 7番          | 原田 瑞季 はらだ みずき     | 1994年12月1日（30歳）  | A型    | 富山県高岡市   | 1期生（2次）、2019年4月12日卒業                                                                                |
| 1番          | 安井 晶 やすい あきら       | 2000年5月23日（24歳）  | O型    | 小松市         | 1期生（1次）、2019年6月23日卒業                                                                                |
| 21番         | 松村 綾香 まつむら あやか   | 2000年12月25日（24歳） | A型    | 金沢市         | 2期生、2018年9月2日加入、2019年10月31日卒業                                                                    |
| 18番         | 澤村 光彩 さわむら きらり   | 2003年11月5日（21歳）  | O型    | 石川県         | 2期生、2017年10月10日加入、2019年12月31日卒業 2022年虹のコンキスタドール予科生となる。                         |
| 9番          | 宮村 優希 みやむら ゆうき   | 1992年5月19日（32歳）  | O型    | 新潟県新発田市 | 1期生（2次）、2020年3月31日卒業                                                                                |
| 26番         | 渋谷 紗雪 しぶたに さゆき   | 2007年1月29日（18歳）  | O型    | 富山県         | 3期生、2019年5月29日加入、2020年3月31日卒業 2022年12月NMB489期研究生となる。                                   |
| 12番         | 山田 紗千華 やまだ さちか   | 1999年5月2日（25歳）   | B型    | 金沢市         | 1期生（2次）、2020年4月30日卒業                                                                                |
| 24番         | 木村 優衣 きむら ゆい       | 1999年1月21日（26歳）  | B型    | 小松市         | 3期生、2019年5月29日加入、2020年7月26日卒業                                                                    |
| 29番         | 澤田 暁音 さわだ あかね     | 2007年1月9日（18歳）   | A型    | 石川県         | 4期生、2020年7月26日加入、2021年7月10日卒業                                                                    |
| 25番         | 天谷 可菜 あまや かな       | 2002年3月19日（22歳）  | A型    | 福井県福井市   | 3期生、2019年5月29日加入、2022年3月31日卒業                                                                    |
| 14番         | 岩倉 彩花 いわくら さやか   | 1999年9月14日（25歳）  | B型    | 金沢市         | 1期生（3次）、2022年9月25日「岩倉彩花・卒業公演」金沢AZにて卒業【卒業証書トロフィー授与】                      |
| 17番         | 山本 愛彩 やまもと あや     | 1995年1月4日（30歳）   | A型    | 富山県富山市   | 1期生（3次）、2023年2月26日「山本愛彩・卒業公演」富山MAIROにて卒業【卒業証書トロフィー授与】                   |
| 16番         | 三井 梨花 みつい りんか     | 2002年9月13日（22歳）  | A型    | 津幡町         | 1期生（3次）、2023年3月26日「三井梨花＆竹中陽奈・卒業公演」金沢AZにて卒業【卒業証書トロフィー授与】            |
| 22番         | 竹中 陽奈 たけなか ひな     | 2004年2月24日（21歳）  | A型    | 小松市         | 2期生、2018年9月2日加入、2023年3月26日「三井梨花＆竹中陽奈・卒業公演」金沢AZにて卒業【卒業証書トロフィー授与】 |
| 30番         | 北川 彩華 きたがわ あやか   | 2005年6月16日（19歳）  | A型    | 金沢市         | 4期生、2020年7月26日加入、2024年3月24日「2023年度卒業公演」金沢AZにて卒業【卒業証書トロフィー授与】            |
| 31番         | 石本 まや いしもと まや     | 2000年3月18日（24歳）  | O型    | 富山県南砺市   | 4期生、2020年7月26日加入、2024年3月24日「2023年度卒業公演」金沢AZにて卒業【卒業証書トロフィー授与】            |
| 33番         | 若岡 華音 わかおか かのん   | 2007年9月28日（17歳）  | O型    | 金沢市         | 5期生、2021年1月24日加入、2024年3月24日「2023年度卒業公演」金沢AZにて卒業【卒業証書トロフィー授与】            |

## クリエイター
総合プロデューサー・中新賢人（Seattle Standard Café）
音楽家、作詞家、作曲家、音楽プロデューサー。いしかわ観光特使。北陸を代表する5人組・ロックバンド「Seattle Standard Café」（通称：シアスタ）のボーカルと、グループの代表を務める。富山県富山市出身。血液型はB型。富山県立小杉高等学校、金沢科学技術専門学校卒業。石川県金沢市在住。
2004年、徳間ジャパンコミュニケーションズ・Tri-mより1st Album「Seattle Standard Café」でメジャーデビュー。「金沢から音楽と笑顔を」というテーマを掲げ、日本国内のみならず、韓国、台湾、香港、中国大陸など、東アジア全域にて活動。「47都道府県全周ライブツアー」と銘打って日本全国を隈なく2周する。2010年には韓国、台湾にてメジャーデビュー。2013年、バンド結成10周年を記念したベストアルバム「シアスタBEST！ 2003-2013」を発売し、10年に渡る音楽活動の集大成ライブ「北國新聞赤羽ホール単独公演」を開催してチケット完売。同年、石川県より「いしかわ観光特使」に任命。「北國新聞」「富山新聞」のCM、地元のＪリーグチーム「ツエーゲン金沢」のテーマソングや「北陸新幹線」金沢開業PRソング等を手掛け、2015年には金沢市からの依頼を受け「風になれ 〜金沢マラソン 公式応援ソング〜」を制作。金沢市長より感謝状を受領。2016年、Vプレミアリーグに昇格した女子バレーボールチーム「PFUブルーキャッツ」の公式応援ソング「PFUブルーキャッツのテーマ 〜Blue Pride〜」を発表。現在、ほくりくアイドル部の総合プロデュースをはじめ、主催イベントや舞台、映画企画、多岐にわたる活動を展開し、数多くのCMソングやタイアップソングを手がけている。そのため地元北陸では「金沢の秋元康」、「北陸のつんく♂」等と比喩される。
日本音楽著作権協会（JASRAC）正会員。
石川県歌謡文化協会役員、常任理事。

音楽ディレクター／楽曲提供・舟崎康介
作詞・作曲・編曲家。DTM(パソコンを使った音楽制作)が当たり前でなかった20年以上前から「DTMは当たり前になる」と未来予想しながらDTMによる曲制作、DTM講師を行っている。CM音楽やアーティストへの楽曲提供、レコーディング、編集等のクリエイション、DTMレッスンをおこなう音楽制作スタジオ「MAM」の代表。石川県金沢市出身。
映像、アートディレクター／楽曲提供・石川拓磨
地元富山で初の男性ボーカルユニット「SONORITY」としてデビュー。SONY主催ボーカルオーディション最終選考者。作詞・作曲、楽曲アレンジ、映像制作までマルチな才能を発揮するクリエイター。映像制作、楽曲制作、WEB制作、広告デザイン、企画からプロデュースまで、総合制作をおこなうi68STYLE（イロハスタイル）の代表。富山県富山市出身。
アドバイザー、A&R／楽曲提供・Koo Jung Mo
「Interpark Entertainment」チーフマネージャーとして数々のアーティストを手がけ、韓国の国民的バンド「GUCKKASTEN」のプロデュース、マネージメントを務める。Seattle Standard Caféのサポートメンバーとして金沢を拠点に活動。大韓民国大田広域市出身。
楽曲提供者、制作会社
- 川本将史（Seattle Standard Café）
- 北山功ニ
- GOMPANG
- Nona
- WATARU（Your Friends）
- じんにょもん
- agehasprings（アゲハスプリングス）
- onetrap（ワントラップ）
- Lee Sung Hoon

## 略歴
2016年
- 6月12日結成。第1期メンバー総勢17名にてスタート
- 8月7日、「CubaseファンミーティングPRO」（金沢アートグミ）にて初ステージ[37]。
- 10月2日、中田ヤスタカがプロデュースする音楽フェス「OTONOKO」（石川県産業展示館4号館）に出演[38]。

2017年
- 3月15日、公式ホームページ開設
- 3月26日、定期公演がDOUBLE金沢にてスタート。「ほくりくアイドル部【定期公演】Vol.1」を開催され満員御礼。
- 5月10日、金沢マラソン公式応援リーダーに就任[39]。
- 6月11日、金沢競馬「百万石賞」イベントに出演。
- 9月5日、「北陸ラーメン博」公式応援アイドルに就任。
- 9月24日、CDデビュー。1stシングル「17 -セブンティーン-」をリリース。
- 10月7日、J2・ツエーゲン金沢のマスコットガール「ツエーゲンガール」に就任[40]。
- 12月18日、いしかわ就職応援ガールに就任。

2018年
- 5月23日、2ndシングル「With」をリリース。北陸のグループとしては初となる「TSUTAYA on IDOL」キャンペーンを実施。北陸三県のTSUTAYA全店舗(セルCD実施店)にて展開。
- 7月4日、第17回「日本スカウトジャンボリー」公式サポーター（ボーイスカウト日本連盟主催）に就任[41]。
- 10月1日、金沢マラソン公式応援ソング「風になれ（ほくりくアイドル部ver.）」をJOYSOUNDで配信開始[42]。
- 11月10日、女子V.LEAGUE Division1・PFUブルーキャッツの応援ガール「BlueCats チアチーム」に就任。

2019年
- 3月20日、3rdシングル「Symphony」リリース。前作に引き続き「TSUTAYA on IDOL」キャンペーンを実施。
- 4月2日、BCリーグ・石川ミリオンスターズの球団公式応援グループ「M'sガール」に就任[43]。
- 5月30日、同年10月27日に開催される「第5回金沢マラソン2019」に向けて応援歌第2弾（タイトル未定）を制作することを金沢マラソン事務局が明らかにした[44]。
- 6月1日、ほくりくアイドル部公式サイトがファミリーマートとスポンサー契約を締結したと発表[45]。ファミリーマート社長の澤田貴司は石川県出身。
- 6月10日、ファミリーマートのニュースリリースで北陸地方"ファミリーマート アンバサダー"に就任したことを発表[46]。
- 6月28日、選抜1stシングル「KAGAYAKI」をリリース。正規メンバーの中からファン投票によって選抜された、松井祐香里、奥村星香、三井梨花による新ユニット「かがやき」デビュー。
- 10月30日、1stアルバム「1st Season」をリリース。株式会社ファミリーマート協力のもと、北陸のFamilyMart全店舗（店舗数：富山156 石川252 福井152 北陸計560店舗）にて展開。「TSUTAYA on IDOL」キャンペーンを実施。
- 10月30日、邦楽ロック、ポップス専門の人気音楽誌「ROCKIN'ON JAPAN」に、北陸のグループとしては史上初となるインタビュー記事が掲載される[47]。
- 12月2日、かなざわ5時間リレーマラソン公式応援アイドルに就任[26]。
- 12月16日、『2019年下半期（第13回）アイドルセレクト10』に選出[5]。

2020年
- 1月5日、北國新聞社が発刊する「北國こども新聞」にて連載がスタート。「ほくりくタンケン部」に就任。
- 1月26日、金沢市文化ホールにて「ほくりくアイドル部 結成3周年記念ワンマンライブ」を開催。1,033名を動員[3]。
- 3月31日、金沢市・山野之義市長と金沢市役所の市長応接室にて記者会見。金沢マラソンの新公式応援ソング「キミノミライ～ＫＭ４２・１９５～」の完成を大勢の報道関係者の前で発表[48]。
- 8月23日、定期公演にて4thシングル「木綿のハンカチーフ」を10月14日にリリースすることを発表。150万以上のCD売上で歌・太田裕美、作詞・松本隆、作曲・筒美京平の名曲をカバー。[49]。
- 10月14日、4th Single「木綿のハンカチーフ」発売。
- 10月17日、金沢市より「若い力」プロジェクトを推進する公式PRガールに任命される[50]。
- 10月30日、石川県より松井祐香里が「いしかわ観光特使」に任命される。
- 12月22日、『2020年ご当地アイドル肩書きランキングBEST20』で第5位に選ばれる[8]。

2021年
- 1月9日、北陸を“音楽”で繋げよう！オーディション・プロジェクト– HOKURIKU IDOL AUDITION –[51]を開催。北陸新幹線敦賀延伸に向けて、富山、石川、福井、北陸三県をひとつに繋げるべく、“かがやき”の未来を担うために集結した北陸最大のアイドルグループを目指すことを発表。
- 3月15日、福井県とFamilyMartが包括契約を締結。『ファミリーマート福井応援隊』に任命される。包括提携を記念し、福井県 × FamilyMart × ほくりくアイドル部 は、北陸３県のファミリーマートにて「福井フェア」を実施。
- 4月5日、株式会社ヤクルト北陸『あなたの心に届けたい♡ Yakult1000北陸プロジェクト』PRガールに任命される[52]。
- 5月23日、丸井織物株式会社「Up-T応援ガール」に就任。Up-T プレゼンツ「ほくりくアイドル部 マンスリーTシャツチャレンジ」 ほくりくアイドル部が本気でデザイン！Tシャツ販売キャンペーンがスタート[53]。
- 6月3日、金澤やまぎし養蜂場「はちみつガール」に就任。6月13日に金澤やまぎし養蜂場大桑店にて「アカシア祭り」を開催[54]。「はちみつガール」就任式を実施。
- 6月8日、金沢青年会議所(JCI金沢)より、KANAZAWA MIRAI SUMMIT 2021 公式アンバサダーに就任[55]。9月20日〜9月26日に金沢港クルーズターミナルで開催された「KANAZAWA MIRAI SUMMIT 2021 ～次代に受け継ぐ金沢のまち～」にゲスト出演。
- 7月1日、松井祐香里が北陸電気保安協会の「電気使用安全月間PR特使」に任命される[56]。
- 7月3日、キリンビバレッジ株式会社北陸支社より「北陸の子どもたちを応援！キリンレモンを飲んでベルマークを集めよう！」に任命される。
- 7月13日、松井祐香里が石川県建設クラブ『石川県安全年間』応援パートナー・モデルに就任[57]。
- 9月1日、北菱電興株式会社『ほくりくいちごアイドル部』に就任。いちごファームHakusanの12月リニューアルオープンに向け、PR活動を開始[58]。
- 10月2日、イタリアのエナジードリンク「GO&FUN」とのタイアップを発表[32]。
- 10月24日、「GO&FUN」とのタイアップCD、5th Single「パピプペポジティブ」発売[59]。
- 12月15日、6th Single「TOMORROW」発売。1995年に発表された「岡本真夜」のデビュー曲「TOMORROW」をカバー。作詞：岡本真夜・真名杏樹、作曲：岡本真夜
- 12月26日、定期公演のステージ上にて、2022年4月24日「ほくりくアイドル部 ５周年記念感謝祭」を金沢歌劇座にて開催することを発表。

2022年
- 3月12日、白山市より「恋人の聖地 ご縁をくくるHAKUSAN 応援ガール」に任命される。
- 4月3日、辰巳未来春がHAB5chポイントキャンペーンの「d-pushキャンペーンガール」に任命される[60]。
- 4月24日、結成５周年記念公演「ほくりくアイドル部 ５周年記念感謝祭」を開催。石川県下最大のコンサートホール金沢歌劇座を単独でソールドアウトさせる。
- 5月1日、松井祐香里がネッツトヨタ石川 presents 新ユニット「Team GO!GO!」のメンバーに選出される[61]。
- 6月16日、松井祐香里がFBC福井放送「おじゃまっテレ ワイド&ニュース」内 、『LOVE UNITED』のリポーターに就任。
- 7月1日、福井県JAグループ 朝ごはんキャンペーン2022「レッツ！エンジョイ！朝ごはん」テレビCM放送開始[62]。
- 7月16日・7月17日、大規模野外アイドルフェス「SPARK2022 in 山中湖」（2日間で全4ステージ）に出演[63]。
- 8月1日、北陸電気保安協会の新たな取り組み「Smart H」 発表篇のテレビCMに松井祐香里が出演[64]。
- 8月6日、キリンビバレッジ株式会社「北陸の子どもたちを応援！キリン製品を飲んでベルマークを集めよう！」テレビCM放送開始[65]。
- 9月17日、北陸新幹線いしかわ全線開業PRサポーター委嘱状交付式にて、石川県より「北陸新幹線いしかわ全線開業ＰＲサポーター」に任命される。
- 9月17日、「カーフリーデー2022」にて、金沢市より「公共交通利用促進PR大使」に任命される。
- 9月17日、選抜2ndシングル「KAGAYAKI 2022」をリリース。毎月の定期公演にて実施している「かがやき投票」により、松井祐香里、奥村星香、三井梨花、山崎真央、加藤千夏、の5名が選抜された。
- 9月22日、農林水産省からの要請により「石川県からニッポンフードシフトサポーター」に任命される。ニッポンフードシフト応援ソング「Change My Life, Change Your Live」を発表[66]。
- 11月12日、金沢EIGHT HALLにて#ババババンビとのツーマンライブ「ようこそ！金沢へ！#ババババンビ 北陸に初上陸でツーマンLIVE！！」を開催。
- 11月21日、「いしかわ演芸文化祭」の公式アンバサダーに任命される。
- 12月3日、FBCラジオ番組「放課後☆LIVE CROSS」内にて、ほくりくアイドル部の冠コーナー『ふくいでナイト』がスタート[67]。

2023年
- 1月22日、福井ハピリンホールにて真っ白なキャンバスとのツーマンライブ「ようこそ！福井へ！ 真っ白なキャンバス北陸に初上陸でツーマンLIVE！！」を開催。
- 12月19日、クロスゲート金沢のテレビCM「食のエンターテイメント！」石川県内民放4局にて、放送開始。
- 12月28日、SAM白山「2022－2023シーズン」テレビCM、放送開始[68]。
- 1月5日、石川県白山市より山崎真央・荒井那奈が「白山市観光特使」に任命される。
- 人気アプリ「ロードモバイル」とのコラボイベント「ほくりくロードモバイル部 〜先輩後輩・遠慮なき戦い〜」がスタート。特設サイトオープン[69]。
- 2月25日、UP-T presents「UP-T Festival vol.1」品川インターシティホールに出演。
- 3月4日、3月5日、オートバックス石川県内10店舗を運営する和希株式会社と「石川県オートバックス！春の特別招待会に“ほくりくアイドル部”のメンバーがやってくる～！」を開催。
- 3月1日、辰巳未来春がHAB北陸朝日放送の新番組「KICK OFF！ ISHIKAWA」のリポーターに就任[70]。
- 3月25日、HAB presents「mid-tv スペシャルライブ 〜かがやきショーケース〜」本多の森ホールに出演。
- 4月2日、MROラジオにて冠レギュラー番組「ほくりくアイドル部のデジタル学園！」スタート[71]。
- 4月1日、UP-T × ほくりくアイドル部 コラボアプリ「UP-T Talk」スタート。
- 4月14日、金沢市より金沢南総合運動公園バラ園「公式ローズガール」に任命される[72]。
- 5月15日、いちごの魅力を全国に発信する「ミスいちご」の第7期メンバー「ミスいちご 2023」に、ほくりくアイドル部の南葵が選出される。[73]
- 6月1日、福井県JAグループ 朝ごはんキャンペーン2023「朝、食べてきた顔！」テレビCM放送開始[74]。
- 6月25日、福井ハピリンホールにて風男塾とのツーマンライブ「ようこそ！福井へ！ 風男塾とツーマンLIVE！！」を開催。
- 7月1日〜7月3日、オートバックス石川県内10店舗を運営する和希株式会社と「石川県オートバックス！夏の特別招待会に“ほくりくアイドル部”のメンバーがやってくる～！」を開催。
- 7月20日、北國新聞社発刊「月刊北國アクタス」表紙&巻頭インタビュー掲載、松井祐香里、有松来未、奥村星香、ほくりくアイドル部1期生の3名が揃って表紙を飾りました。
- 8月1日、クロスゲート金沢のテレビCM「3周年フェア開催！」石川県内民放4局にて、放送開始。
- 8月1日、北陸製菓株式会社「hokka ビーバー」とのタイアップ楽曲「ビバ・ビーバーサンバ！！」を発表[75]。
- 8月6日、「関西コレクション2023 AUTUMN&WINTER」に松井祐香里、奥村星香が出演。京セラドーム大阪のランウェイを歩く。
- 8月19日、8月20日、北陸最大のアイドルフェス、「UP-T presents かがやきフェス 2023」に出演。ホスト役を務める。
- 石川県主催「北陸新幹線県内全線開業カウントダウンフォーラム in 能登」会場：能登演劇堂 に出演。
- 9月6日、KTKテレビ金沢にて、ほくりくアイドル部の冠番組「ほくりくアイドル部 オレンジ号GO！」がスタート[76]。
- 9月16日(土)、MROラジオにて冠レギュラー番組「一緒に走ろう！ほくりくランニング部」スタート[77]。
- 9月17日、UP-T presents「UP-T FESTIVAL Vol.2」ヒューリックホール東京に出演。
- 9月22日、「THE WALK JAPAN2023 HOKURIKU大会」(北陸エリア代表選考会)北國新聞赤羽ホールにゲスト出演[78]。
- 9月23日、「いしかわコレクション 2023」金沢市文化ホールにゲスト出演[79]。
- 9月24日、福井ハピリンホールにてOS☆Uとのツーマンライブ「ようこそ！福井へ！ OS☆UとツーマンLIVE！！」を開催。
- 10月5日、BBT富山テレビにて冠レギュラー番組『ほくりくアイドル部 松井祐香里の「現場からおとどけします！」』スタート[80]。
- 11月3日、「WELL-BEING FESTIVAL」石川県産業展示館1号館にゲスト出演。
- 11月23日、金沢EIGHT HALLにて#ババババンビとのツーマンライブ「ようこそ！ 金沢へ #ババババンビと北陸でツーマンLIVE！！」を開催。
- 12月20日、クロスゲート金沢のテレビCM「感動と、発見を。」石川県内民放4局にて、放送開始。

2024年
- エバー航空 × JTB「ふらっと台湾」小松就航15周年共同企画テレビCM放送開始。
- 2月4日、金沢GOLD CREEKにてSymdolickとのツーマンライブ「ようこそ！金沢へ  SymdolickとツーマンLIVE！！」を開催。
- 3月2日、結成７周年記念単独公演「ほくりくアイドル部 ７周年記念感謝祭」を開催。石川県立音楽堂コンサートホール1560席をソールドアウトさせる。
- 3月8日、小松市より「こまつプリン親善大使」に任命される[81]。

## 作品

### CD

#### シングル
| # | 発売日         | タイトル            | 品番      | 収録曲 | 備考 |
| - | -------------- | ------------------- | --------- | --- | --- |
| 1 | 2017年9月24日  | 17 -セブンティーン- | HKRK-0001 | 1. Today 2. Spark 3. キスからはじまるストーリー 4. HP満タン 5. Today (off vocal ver.) 6. Spark (off vocal ver.) 7. キスからはじまるストーリー (off vocal ver.) 8. HP満タン (off vocal ver.) | ヴィレッジヴァンガード・イオンタウン金沢示野、ヴィレッジヴァンガード・ファボーレ、ヴィレッジヴァンガード・イオンモール新小松、Amazon Music、iTunes Music、Google Play Music、LINE MUSIC にて配信                                                                                                 |
| 2 | 2018年5月23日  | With                | HKRK-0002 | 1. マイメロ！ 2. SUGAR-BOY 3. シャッターチャンス!! (ほくりくアイドル部 ver.) 4. ねむりの森Beauty 5. マイメロ！ (off vocal ver.) 6. SUGAR-BOY (off vocal ver.) 7. シャッターチャンス!! (off vocal ver.) 8. ねむりの森Beauty (off vocal ver.)                                                                                           | 北陸のTSUTAYA全店舗(セルCD実施店)、Amazon Music、iTunes Music、Google Play Music、LINE MUSIC にて配信 |
| 3 | 2019年3月20日  | Symphony            | HKRK-0003 | 1. Golden Smile 2. 恋せよフィーバー 3. ときめきRainy 4. SHINING 5. Golden Smile (off vocal ver.) 6. 恋せよフィーバー (off vocal ver.) 7. ときめきRainy (off vocal ver.) 8. SHINING (off vocal ver.) | アイドルチャレンジ！「With」1000枚完売を達成してCDリリース |
| - | 2019年6月28日  | KAGAYAKI            | KGYK-0001 | 1. Re:START ～きっと運命なんて必要ない～ 2. Arbe 3. キスからはじまるストーリー 4. 安らぎはその手の中に 5. Re:START ～きっと運命なんて必要ない～ (off vocal ver.) 6. Arbe (off vocal ver.) 7. キスからはじまるストーリー (off vocal ver.) 8. 安らぎはその手の中に (off vocal ver.)                                                     | 選抜ユニット「かがやき」の初シングル。北陸のファミリーマート・全店舗560（店舗数：富山156 石川252 福井152）で発売 |
| - | 2019年9月1日   | きっと、ミラクル    | -         | 1. きっと、ミラクル 2. きっと、ミラクル (instrumental) | 富山県魚津市にある遊園地「ミラージュランド」公式テーマソング |
| 4 | 2020年10月14日 | 木綿のハンカチーフ  | HKRK-0006 | 1. 木綿のハンカチーフ 2. 裸足のラプソディ 3. Joyful, Joyful 4. 木綿のハンカチーフ (off vocal ver.) 5. 裸足のラプソディ (off vocal ver.) 6. Joyful, Joyful (off vocal ver.) | 歌・太田裕美、作詞・松本隆、作曲・筒美京平の「木綿のハンカチーフ」をカバー |
| 5 | 2021年10月24日 | パピプペポジティブ  | HKRK-0007 | 1. パピプペポジティブ 2. 全力エネルギー 3. パピプペポジティブ (off vocal ver.) 4. 全力エネルギー (off vocal ver.) | イタリアから上陸したエナジードリンク「GO&FUN」とのタイアップシングル |
| 6 | 2021年12月15日 | TOMORROW            | HKRK-0008 | 1. TOMORROW 2. ごめんねトワイライト 3. Vivid Day 4. TOMORROW (off vocal ver.) 5. ごめんねトワイライト (off vocal ver.) 6. Vivid Day (off vocal ver.) | 1995年に発表された岡本真夜のデビュー曲「TOMORROW」をカバー 作詞・岡本真夜、真名杏樹 作曲・岡本真夜 |
| - | 2022年9月17日  | KAGAYAKI 2022       | KGYK-0002 | 1. W7 〜描いた夢のせて〜 2. Congratulations！ 3. Starry Night 4. ときめきRainy 5. Re:START 〜きっと運命なんて必要ない〜 6. W7 〜描いた夢のせて〜 (off vocal ver.) 7. Congratulations！ (off vocal ver.) 8. Starry Night (off vocal ver.) 9. ときめきRainy (off vocal ver.) 10. Re:START 〜きっと運命なんて必要ない〜 (off vocal ver.) | 毎月の定期公演にて実施している「かがやき投票」によって選抜された、松井祐香里、奥村星香、三井梨花、山崎真央、加藤千夏、の5名から成る「かがやき」。 2024年春、北陸新幹線敦賀延伸・北陸三県全線開通に向け、再始動！“かがやきに夢と希望を乗せて”※JR西日本商品化許諾済                                |
| - | 2023年6月25日  | KAGAYAKI 2023       | KGYK-0003 | 1. Attention, please! 2. make you POP 3. More Than World 4. 架け橋ビーズ 5. SHINING 6. Attention, please! (off vocal ver.) 7. make you POP (off vocal ver.) 8. More Than World (off vocal ver.) 9. 架け橋ビーズ (off vocal ver.) 10. SHINING (off vocal ver.)                                                                         | 毎月の定期公演にて実施している「かがやき投票」によって選抜された、松井祐香里、奥村星香、山崎真央、荒井那奈、土井颯愛、加藤千夏、の６名から成る「かがやき」。 2024年春、北陸新幹線敦賀延伸・北陸三県全線開通に向け、富山・石川・福井をひとつに。“かがやきに夢と希望を乗せて”※JR西日本商品化許諾済 |

#### アルバム
| #  | 発売日         | タイトル   | 品番      | 収録曲 | 備考 |
| -- | -------------- | ---------- | --------- | --- | --- |
| 1  | 2019年10月30日 | 1st Season | HKRK-0004 | 1. マイメロ！ 2. A Whole New World 3. Golden Smile 4. たとえ 一億人が笑ったって 5. SUGAR-BOY 6. きっと、ミラクル 7. 好きと言えるまであとどれくらいなの 8. kimiwa 9. 99% 10. ツエーゲンのテーマ 11. 風になれ 12. マイフレンド 13. 映画みたいな恋をして 14. Blue Pride 15. 風をあつめて 16. Today | 過去にリリースされた全Singleのリード曲、全タイアップ曲を網羅したベストアルバム的な豪華盤 発売元：アンサー・エンタテインメント 販売価格：¥3,000(税抜) 販売箇所：北陸のFamilyMart全店舗、TSUTAYA CD/DVD販売取扱店（TSUTAYA RECORDS各店） |
| ２ | 2022年11月9日  | 2nd Season | HKRK-0010 | 1. 全力エネルギー 2. ココロトリコ 3. 太陽の-WA-CHA-CHA-DAY 4. かがやきストーリー 5. W7 〜描いた夢のせて〜 (かがやき) 6. タイムマシンにドキドキをあずけて 7. 木綿のハンカチーフ 8. 輝く未来へ 〜Hello, World! Try the next.〜 9. パピプペポジティブ 10. 青春の放課後 (ほくりく軽音部) 11. SPICY-GIRL (ほくりくダンス部) 12. Joyful, Joyful 13. ごめんねトワイライト 14. Camellia 15. Winter Magic 16. TOMORROW | 地元北陸の応援ソングや企業CM曲などのタイアップソングを多数収録。太田裕美「木綿のハンカチーフ」、岡本真夜「TOMORROW」など大ヒット曲のカバーも収録。 発売元：アンサー・エンタテインメント 販売価格：¥3,300(税込) 販売箇所：北陸のFamilyMart（【富山県】・富山総曲輪店・高岡駅南一丁目店 【石川県】・羽咋千里浜インター店・金沢駅西口店・金沢問屋二丁目店・白山美川インター店 【福井県】・松岡室店・福井駅前店・福井大宮二丁目店）、TSUTAYA CD/DVD販売取扱店（TSUTAYA RECORDS各店） |

#### コンピレーション
- 「新天使革命」Type-A（2019年5月29日、天使かよ！RECORDS）※「Spark」収録[85]

## 出演

### テレビ
- 旬の食材再発見 JA!君の菜は。（石川テレビ、2017年7月10日 - 2018年3月5日） - 宮村優希がレポーターとして出演
- ステキに夏旅!ハピネスイルミネーション（石川テレビ、2017年7月22日） - 松井祐香里がリポーターとして出演
- ニンゲン観察バラエティ モニタリング「雪男編」（TBSテレビ、2018/2019年2月） - 宮村優希・松井祐香里・奥村星香が仕掛け人として出演
- mid-tv[86]（北陸朝日放送、2018年4月28日 - ） - レギュラー番組
- JAグループ石川プレゼンツ!JA!アグリポート（石川テレビ、2018年8月13日 - 2019年1月28日） - 宮村優希がレポーターとして出演
- 絶好調W（MROテレビ、2019年2月13日 - 2020年3月16日） - 松井祐香里が準レギュラーとして出演
- 旬感☆ゴトーチ![87]（NHK総合、2019年2月19日） - 松井祐香里が「ご当地ハンター」として出演（メンバーとして初の全国放送出演）
- ニンゲン観察バラエティ モニタリング「銅像春日編」（TBSテレビ、2019年4月） - 松井祐香里が仕掛け人として出演
- HABイブニング情報局（北陸朝日放送、2019年9月13日） - 宮村優希・松井祐香里・奥村星香がリポーターとして出演
- かがのとイブニング「ディレクソンリターンズ」（NHK金沢、2020年1月10日） - 松井祐香里がリポーターとして出演
- mid-tv特別編「フルーツポンチ・長月翠・松井祐香里の大公開！流星祭2020」[88]（北陸朝日放送、2020年11月28日） - 松井祐香里・奥村星香・有松来未が進行役として出演
- 『“全国美味しいものいただきま～す”産地応援!!フェアー』[89]（テレビ朝日系列テレビ局12局（北海道テレビ、青森朝日放送、福島放送、テレビ朝日、ABCテレビ、メ～テレ、北陸朝日放送、UX新潟テレビ21、長野朝日放送、大分朝日放送、熊本朝日放送、琉球朝日放送）およびTOKYO MXにて、2020年12月18日 - 2021年1月31日） - 松井祐香里がリポーターとして出演
- いしかわ令和プレミアム「石川県の就活生 全力応援スペシャル！」[90]（NHK金沢、2021年3月5日） - 松井祐香里がゲストとして出演
- 生活ナビテレビ[91]（チューリップテレビ、2021年7月4日） - 松井祐香里がリポーターとして出演
- 富山の音楽情報番組「とみおん」（ケーブルテレビ富山、2021年7月3日 - ）富山に本格進出 「とみおん」ほくりくアイドル部特集がスタート[92]。
- 生活ナビテレビ（チューリップテレビ、2021年7月25日） - 松井祐香里がリポーターとして出演
- どうぶつ愛護のすゝめ（石川テレビ、2021年9月25日）
- 絶好調W（MROテレビ、2022年4月6日 - ） - 松井祐香里がレギュラーとして出演[93]
- HAB5chポイントキャンペーン！（北陸朝日放送、2018年4月4日 - ） - 辰巳未来春が「d-pushキャンペーンガール」として出演
- 「おじゃまっテレ ワイド&ニュース」内 、『LOVE UNITED』（FBC福井放送、2022年06月16日 - ） - 松井祐香里がリポーターに就任[94]
- 「いしかわ令和プレミアム」（NHK金沢放送局、2022年06月20日） 松井祐香里がゲストコメンテーターとして出演[95]
- 「絶好調W」内 、『トレンドジェニック』（MRO北陸放送、2022年09月02日 - ）三井梨花がリポーターに就任
- KICK OFF！ ISHIKAWA（北陸朝日放送、2023年3月1日 - ） - 辰巳未来春がリポーターに就任
- ほくりくアイドル部 オレンジ号GO！（テレビ金沢、2023年9月6日 - ） - 冠レギュラー番組
- ほくりくアイドル部 松井祐香里の「現場からおとどけします！」（富山テレビ、2023年10月5日 - ） - 松井祐香里が冠レギュラーとして出演

### ラジオ
- ほくりくアイドル部 放課後 muspo RADIO♪（エフエム石川、2018年10月5日 - 2019年3月29日） - 冠レギュラー番組
- Hello BlueCats[96]（エフエム石川、2019年4月4日 - ） - 週替わりでメンバーが出演（番組の1コーナー）
- ツエーゲン金沢 RED FEVER PITCH[97]（エフエム石川、2019年4月5日 - ） - 週替わりでメンバーが出演（番組の1コーナー）
- ほくりくアイドル部 放課後ホリデイ muspop RADIO♪[97]（エフエム石川、2019年4月6日 - ） - 冠レギュラー番組
- Update Evening!（FM福井、2020年4月2日 - ） - 天谷が木曜日パーソナリティとして出演
- くぼしゅう・ほくりくアイドル部のめざせゲームマスター！（MROラジオ、2021年10月3日 - 2023年3月26日） - 冠レギュラー番組
- ほくりくアイドル部のふくいでナイト（FBCラジオ「放課後☆LIVE CROSS」内、2022年12月3日 - ）冠コーナー
- ほくりくアイドル部のデジタル学園（MROラジオ、2023年4月2日 - ） - 冠レギュラー番組
- 一緒に走ろう！ほくりくランニング部（MROラジオ、2023年9月16日 - ） - 冠レギュラー番組